# Fruzsina Molnár-Gábor
Fruzsina Molnár-Gábor (ungarisch Molnár-Gábor Fruzsina; * 1984 in Szeged) ist eine ungarisch-deutsche Rechtswissenschaftlerin. Sie lehrt als Professorin für Internationales Medizin- und Gesundheitsrecht sowie für Datenschutzrecht an der Universität Heidelberg.

## Leben
Molnár-Gábor studierte von 2003 bis 2010 Rechtswissenschaft an der Eötvös-Loránd-Universität in Budapest und an der Ruprecht-Karls-Universität Heidelberg. Anschließend war sie von 2010 bis 2015 Doktorandin am Max-Planck-Institut für ausländisches öffentliches Recht und Völkerrecht in der Forschungsgruppe von Silja Vöneky. Zudem war sie von 2011 bis 2015 wissenschaftliche Mitarbeiterin bei Paul Kirchhof, Rüdiger Wolfrum und Klaus Tanner an der Universität Heidelberg im Bereich Völkerrecht, Medizinrecht und Bioethik. 2015 wurde sie an der Universität Heidelberg mit einer Arbeit zur internationalen Steuerung der Biotechnologie mit summa cum laude zum Doktor der Rechte promoviert. 
Seit 2015 ist sie Mitglied im Akademie-Kolleg der Heidelberger Akademie der Wissenschaften und forscht im Bereich von Datenschutz sowie geistigem Eigentum und Biopatentierung. Von 2018 bis 2023 war sie Mitglied der Jungen Akademie. Im Dezember 2021 wurde sie auf den Lehrstuhl für Internationales Gesundheits- und Medizinrecht sowie Datenschutzrecht an der Juristischen Fakultät der Universität Heidelberg berufen. Zudem ist sie seit 2022 Mitglied der Europäischen Gruppe für Ethik der Naturwissenschaften und der Neuen Technologien.
Am 18. Juli 2024 wurde Molnár-Gábor mit 121 von 141 Stimmen vom Landtag von Baden-Württemberg zur stellvertretenden Richterin am Verfassungsgerichtshof für das Land Baden-Württemberg gewählt.

## Ehrungen und Auszeichnungen
- 2020: Heinz-Maier-Leibnitz-Preis

## Schriften
- Die internationale Steuerung der Biotechnologie am Beispiel des Umgangs mit neuen genetischen Analysen. Dissertation. Duncker und Humblot (2017)